# Kacsalábon
A Kacsalábon (eredeti címe: Migration) 2023-as amerikai számítógépes animációs kaland-filmvígjáték, amelyet Benjamin Renner rendezett.
Amerikában 2023. december 22-én, míg Magyarországon 2023. december 7-én mutatták be a mozikban.

## Cselekmény
Mack megelégszik azzal, hogy a családja biztonságban éldegél az Új-Angliai tavuk körül örökké, addig Pam alig várja, hogy megmutassa a gyerekeinek az egész nagyvilágot. Miután egy vándorló kacsacsalád száll meg a tavukon, és izgalmas történeteket mesél nekik távoli helyekről, Pam rábeszéli Macket, hogy New Yorkon keresztül induljanak családi kirándulásra a trópusi Jamaicára.
Amikor a Mallardok dél felé tartanak, jól megtervezett terveik hamarosan félresiklanak. Az élmény arra inspirálja őket, hogy tágítsák a látókörüket, új barátok felé nyissanak, és többet érjenek el, mint amire valaha is gondoltak, miközben többet tanulnak egymásról és önmagukról, mint azt valaha is gondolták volna.

## Szereplők
| Szereplő     | Eredeti hang       | Magyar hang       | Leírás                                                                           |
| ------------ | ------------------ | ----------------- | -------------------------------------------------------------------------------- |
| Mack Mallard | Kumail Nanjiani    | Molnár Levente    | Dax és Gwen aggódó édesapja.                                                     |
| Pam Mallard  | Elizabeth Banks    | Mikecz Estilla    | Dax és Gwen merész és gyors észjárású édesanyja.                                 |
| Balek        | Awkwafina          | Szilágyi Csenge   | New York-i galambbanda vezetője.                                                 |
| Delroy       | Keegan-Michael Key | Széles Tamás      | Honvágytól szenvedő jamaicai akcentusú papagáj bezárva egy manhattani étteremben |
| Googoo       | David Mitchell     | Seder Gábor       | A kacsafarm vezetője.                                                            |
| Erin         | Carol Kane         | Halász Aranka     | Királygém, akivel a Mallard család összebarátkozik útjuk során.                  |
| Dax Mallard  | Caspar Jennings    | Peregovits Dániel | Mack és Pam magabiztos és nyughatatlan fia.                                      |
| Gwen Mallard | Tresi Gazal        | Tanka Natália     | Mack és Pam ártatlan és szeretetre méltó lánya.                                  |
| Dan          | Danny DeVito       | Harsányi Gábor    | Mack mogorva és kalandkerülő nagybátyja.                                         |

### Magyar változat
- Főcím: Orosz Gergely
- Magyar szöveg: Speier Dávid
- Felvevő hangmérnök: Középen Péter
- Vágó: Simkóné Varga Erzsébet
- Gyártásvezető: Cabello-Colini Borbála
- Szinkronrendező: Dóczi Orsolya
- Produkciós vezető: Hagen Péter

A szinkront a Mafilm Audio Kft. készítette.

## A film készítése
2022. február 18-án az Illumination Entertainment bejelentette, hogy új filmet készít Kacsalábon címmel, melynek rendezője Benjamin Renner francia animátor és képregényíró lesz, társrendezője Guylo Homsy, a forgatókönyvet pedig Mike White írja. Renner korábban az Ernest és Celestine és A csúnya, gonosz róka és más mesék című hagyományos animációs filmeket rendezte, és már az Illumination Studios Paris munkatársai között is ismert név volt, mielőtt a céghez került volna.